# Clarkson (Kentucky)
Pour les articles homonymes, voir Clarkson.
La ville de Clarkson est située dans le comté de Grayson, dans l’État du Kentucky, aux États-Unis. Sa population s’élevait à 933 habitants lors du recensement de 2020.